# Пилипо-Борівська сільська рада
| Пилипо-Борівська сільська рада — колишній орган місцевого самоврядування у Томашпільському районі Вінницької області з адміністративним центром у с. Пилипи-Борівські. Сільській раді підпорядковані населені пункти: - с. Пилипи-Борівські - с. Калинка |

## Склад ради
Рада складається з 12 депутатів та голови.

## Керівний склад сільської ради
| ПІБ                        | Основні відомості                                                               | Дата обрання | Дата звільнення |
| -------------------------- | ------------------------------------------------------------------------------- | ------------ | --------------- |
| Бабин Сергій Олександрович | Сільський голова, 1963 року народження, освіта, безпартійний                    | 26.03.2006   | 31.10.2010      |
| Бабин Сергій Олександрович | Сільський голова, 1963 року народження, освіта середня спеціальна, безпартійний | 31.10.2010   |                 |

Примітка: таблиця складена за даними джерела